# NGC 3256
NGC 3256 ist eine verschmolzene Spiralgalaxie vom Hubble-Typ Sb/P im Sternbild Segel des Schiffs, welche etwa 115 Millionen Lichtjahre von der Milchstraße entfernt ist. In der Nähe befinden sich drei weitere Galaxien, für welche die Nummern NGC 3256A, NGC 3256B und NGC 3256C vergeben wurden. 
Das Objekt wurde am 15. März 1836 von dem britischen Astronomen John Herschel entdeckt.
Am 9. Januar 2001 wurde hier die Supernova SN 2001db entdeckt.

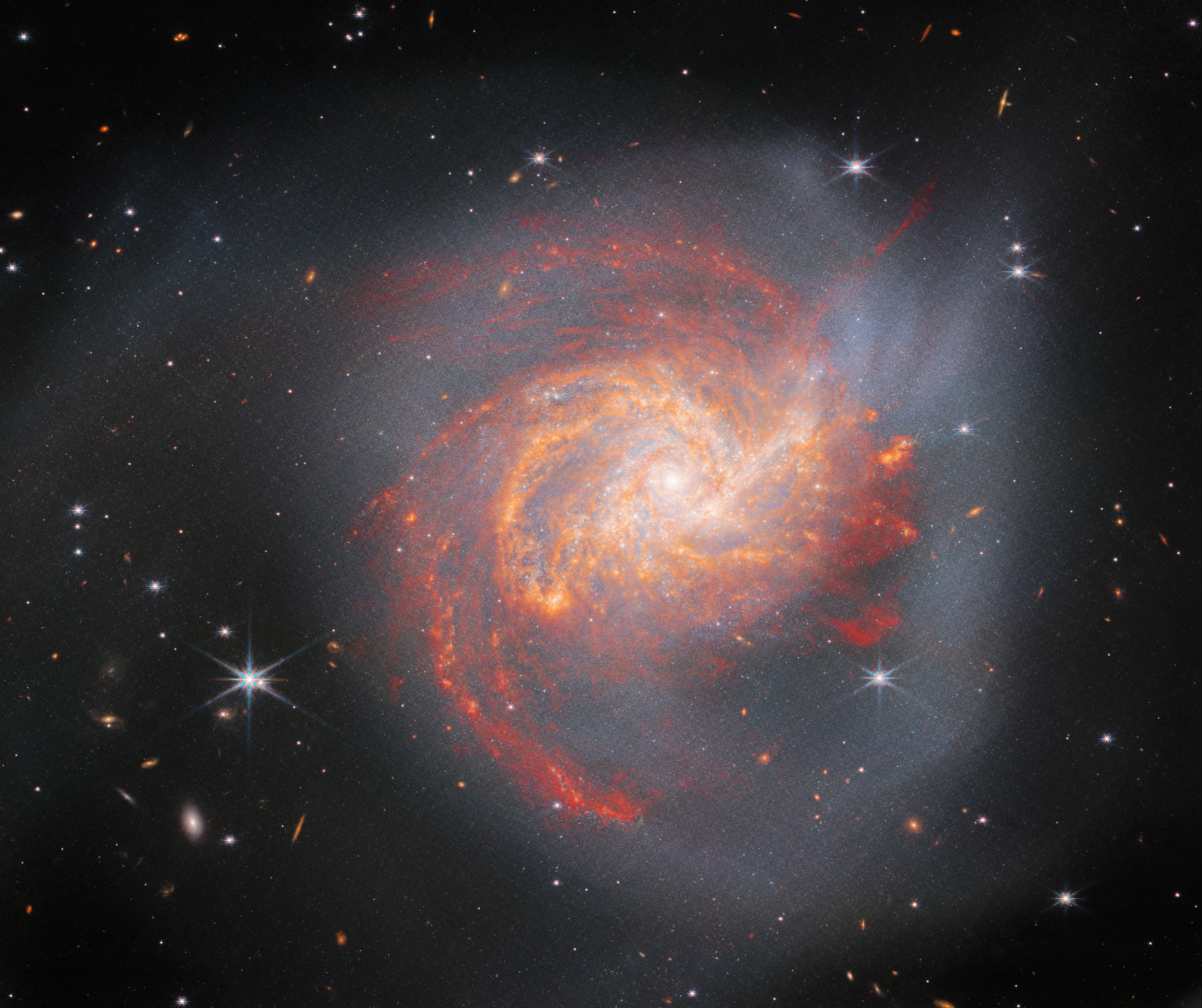
Infrarotaufnahmen mithilfe des James-Webb-Weltraumteleskops